# Rhipidia (Eurhipidia) submorionella
Rhipidia (Eurhipidia) submorionella is een tweevleugelige uit de familie steltmuggen (Limoniidae). De soort komt voor in het Afrotropisch gebied.